# 미라콤아이앤씨
주식회사 미라콤아이앤씨(MIRACOM Inc Co., Ltd.)는 1998년 설립된 IT 엔지니어링 전문 업체로 삼성SDS의 자회사이다.
주요 사업은 제조 · 물류 설계 서비스이며 지능화된 제어장치 탑재 설비 공급, 생산솔루션 통합 등을 강점으로 내세우고 있다.
2015년 8월 24일 미라콤아이앤씨가 오픈타이드코리아를 합병하기로 결정되었다. 2015년 12월 1일 합병이 완료되어 오픈타이드코리아 회사 소멸 및 웹사이트 서비스가 종료되었다.